# Spotswood (New Jersey)

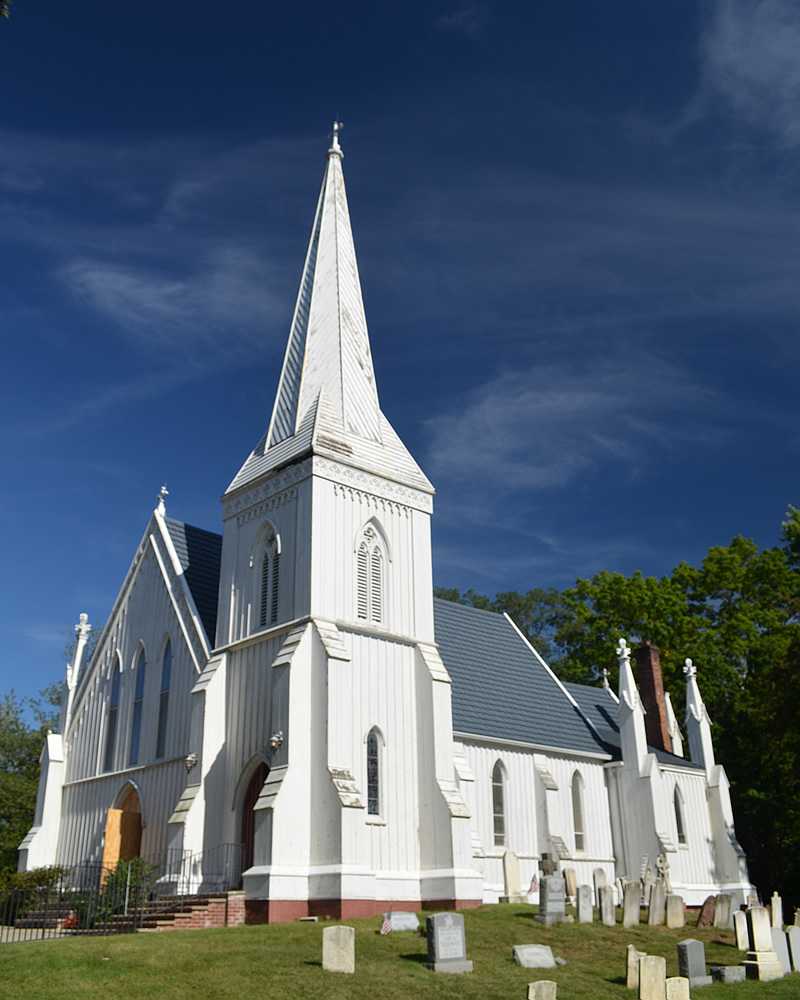
Kirche St. Peters, Spotswood

Spotswood ist eine Stadt im Middlesex County, New Jersey, USA. Das U.S. Census Bureau hat bei der Volkszählung 2020 eine Einwohnerzahl von 8.163 ermittelt. Der ZIP Code (Postleitzahl) der Stadt ist 08884.

## Geographie
Die geographischen Koordinaten der Stadt sind 40°23'34" nördliche Breite und 74°23'33" westliche Länge.
Nach den Angaben des United States Census Bureaus hat die Stadt eine Gesamtfläche von 6,4 km2, wovon 6,0 km2 Land und 0,4 km2 (6,83 %) Wasser ist.

## Demographie
Nach der Volkszählung von 2000 gibt es 7.880 Menschen, 3.099 Haushalte und 2.163 Familien in der Stadt. Die Bevölkerungsdichte beträgt 1.311,4 Einwohner pro km2. 93,79 % der Bevölkerung sind Weiße, 1,55 % Afroamerikaner, 0,08 % amerikanische Ureinwohner, 2,92 % Asiaten, 0,01 % pazifische Insulaner, 0,74 % anderer Herkunft und 0,91 % Mischlinge. 4,38 % sind Latinos unterschiedlicher Abstammung.
Von den 3.099 Haushalten haben 29,4 % Kinder unter 18 Jahre. 57,0 % davon sind verheiratete, zusammenlebende Paare, 9,1 % sind alleinerziehende Mütter, 30,2 % sind keine Familien, 26,5 % bestehen aus Singlehaushalten und in 15,6 % Menschen sind älter als 65. Die Durchschnittshaushaltsgröße beträgt 2,54, die Durchschnittsfamiliengröße 3,10.
22,4 % der Bevölkerung sind unter 18 Jahre alt, 6,8 % zwischen 18 und 24, 30,1 % zwischen 25 und 44, 23,4 % zwischen 45 und 64, 17,4 % älter als 65. Das Durchschnittsalter beträgt 40 Jahre. Das Verhältnis Frauen zu Männer beträgt 100:93,6, für Menschen älter als 18 Jahre beträgt das Verhältnis 100:89,9.
Das jährliche Durchschnittseinkommen der Haushalte beträgt 55.833 USD, das Durchschnittseinkommen der Familien 73.062 USD. Männer haben ein Durchschnittseinkommen von 45.979 USD, Frauen 35.859 USD. Der Prokopfeinkommen der Stadt beträgt 25.247 USD. 4,3 % der Bevölkerung und 2,6 % der Familien leben unterhalb der Armutsgrenze, davon sind 5,4 % Kinder oder Jugendliche jünger als 18 Jahre und 2,9 % der Menschen sind älter als 65.